# Cornelia Salonina
Cornelia Salonina (... – Milano, 268) fu una Augusta dell'Impero romano, membro della dinastia valeriana, moglie dell'imperatore Gallieno e madre di Cornelio Valeriano, Cornelio Salonino e Egnazio Mariniano.

## Biografia

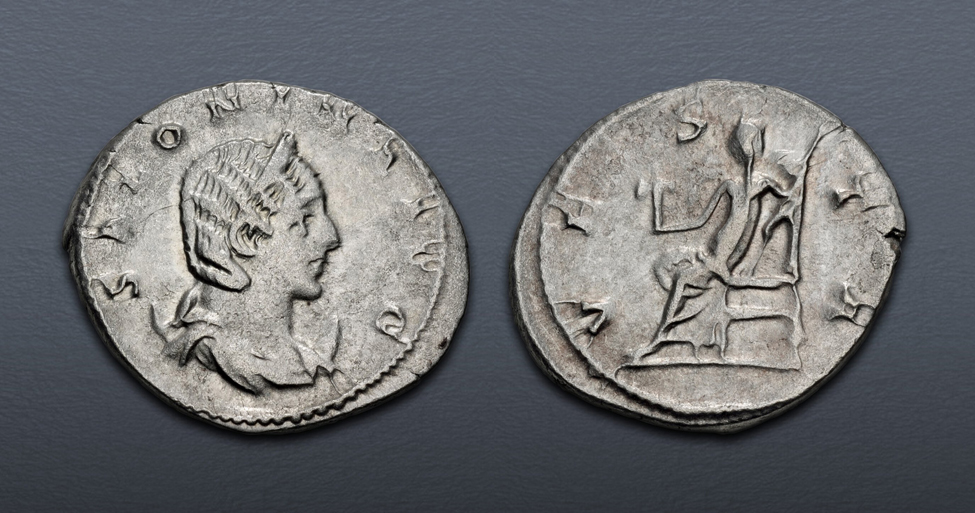
Antoniniano con effigie di Salonina

Nelle emissioni numismatiche in latino, il suo nome è riportato come Cornelia Salonina; nella numismatica in greco, sono invece presenti i nomi Iulia Cornelia Salonina, Publia Licinia Cornelia Salonina, e Salonina Chrysogona, attributo che significa "nata dall'oro".
Sposata a Gallieno prima del 242, Salonina fu testimone dell'assassinio del marito nel 268, davanti alle mura di Milano assediata. È incerto se sia stata uccisa nella medesima occasione, o se sia sopravvissuta per clemenza del successore del marito, Claudio II il Gotico.

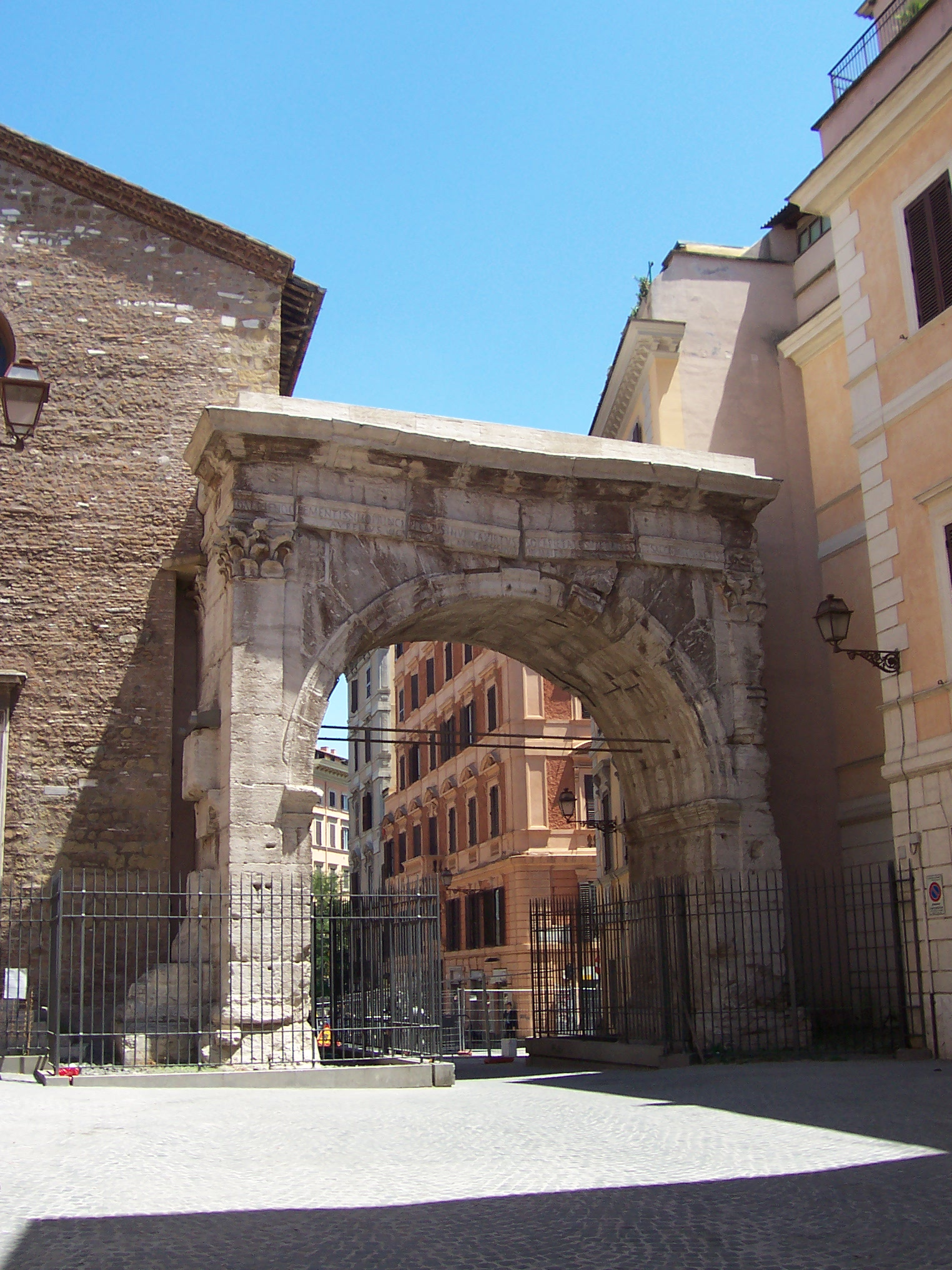
Questo arco, una porta nelle Mura Serviane di Roma, fu dedicato a Gallieno e SALONINAE SANCTISSIMAE AUG, a Salonina santissima Augusta.